# パトス湖

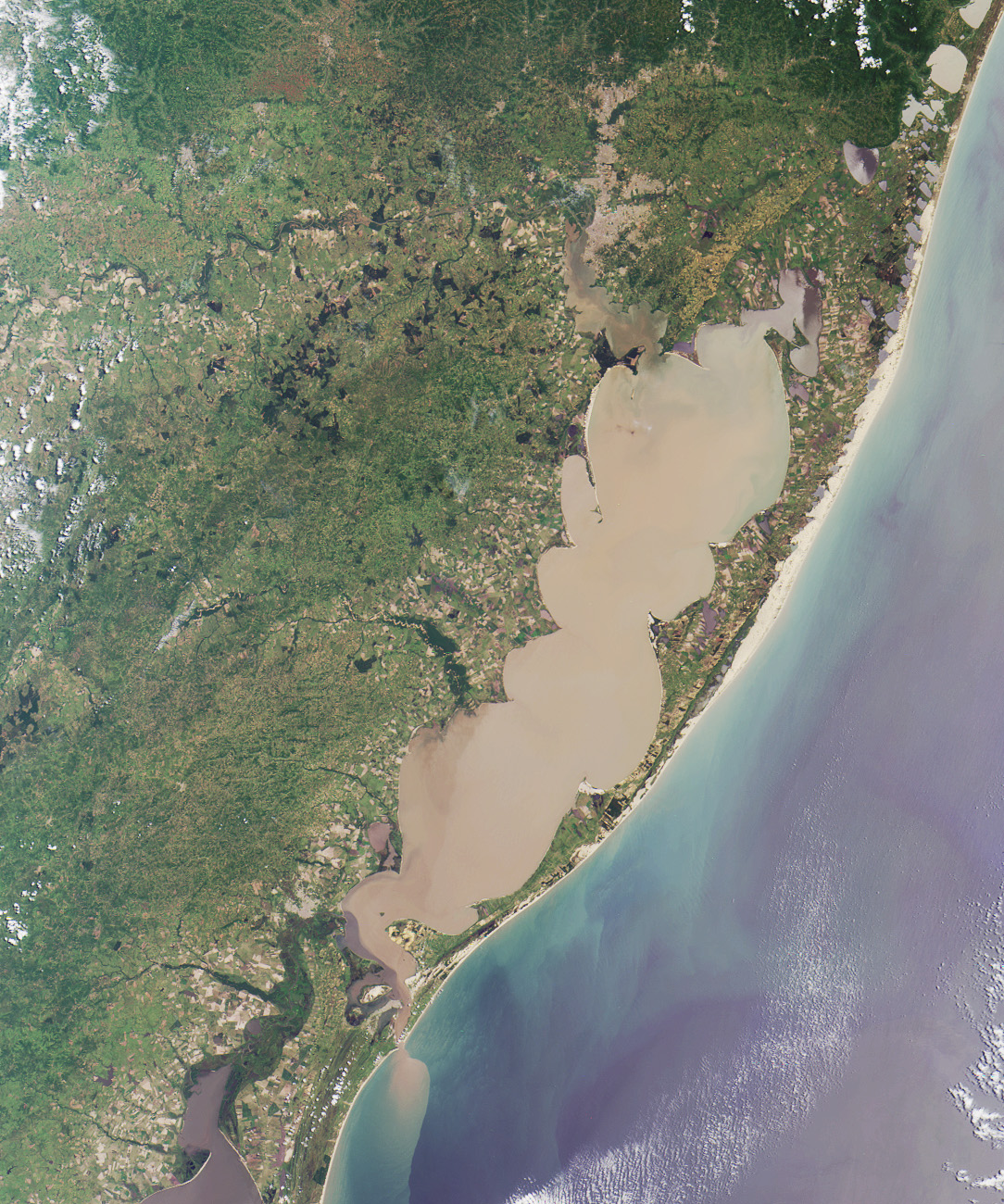
パトス湖の衛星写真。

パトス湖（ポルトガル語: Lagoa dos Patos、英語: Lagoon of the Ducks）は、ブラジル連邦共和国南部のリオグランデ・ド・スル州にある湖である。ラテンアメリカで2番目の大きさを持つラグーンで、南北約280 km、東西約70 kmにわたり、面積は約9,850 km2。大西洋とは、幅約8 kmの砂州によって隔てられている。
ペロタス近郊にある航行可能なサン・ゴンサロ水路を通じて、南側のメリン湖へ通り抜けることができる。湖の南端にあるリオ・グランデに、大西洋へ抜ける湖口がある。
パトス湖は、風と潮流による複合的な作用を原因として砂浜によって切り離された海岸線の古代のくぼ地の跡である。海面と同じ高さにあるが、湖の水質は潮の影響を受け、汽水域はリオ・グランデの湖口の北側のわずかな範囲となっている。
湖で最大かつ最も肥沃な島として、湖の東岸近くにマリニェイロス島（Ilha dos Marinheiros）がある。行政上はリオ・グランデに含まれている。
座標: 南緯31度04分18秒 西経51度28分35秒 / 南緯31.07167度 西経51.47639度